# Советские социалистические республики (вторая серия марок)
«Сове́тские социалисти́ческие респу́блики» вторая серия — многолетняя тематическая серия почтовых марок СССР, посвящённая юбилеям Советских социалистических республик, которая выпускалась в 1957—1966 годах (с 24 декабря 1957 года по 25 марта 1966 года согласно каталогу почтовых марок Михель).
Отсутствует РСФСР. Молдавская ССР присутствует два раза, в 1960 и 1964 годах.
Самым скрупулёзным оказался каталог каталог Михель (Michel), только он объединил все 13 выпусков в одну многолетнюю достаточно определённую каталожную серию. Причём каталоги Scott, SG и Yvert частично подтверждают позицию каталога Michel, дополнительно объединив соответственно 3, 4 и 4 марки в одну серию.
Остальные каталоги разбили каталожную серию из 15 марок на подсерии:
- русский каталог с нумерацией ЦФА (ЦФА) — на 13 подсерий[2];
- русский каталог «Стандарт-Коллекция» (SC) — на 13 подсерий[3][4];
- американский каталог Скотт (Scott) — на 11 подсерий[5];
- английский каталог Стэнли Гиббонс (SG) — на 10 подсерий[6];
- французский каталог Ивер и Телье (Yvert) — на 10 подсерий[7].

Здесь 15 марок, это 10-летняя серия, отношение размера серии к её длительности: 1,5. Первый номер серии ЦФА 2101, дата выпуска марки с первым номером серии 1957-12-24.
| Советские социалистические республики 2 (1957—1966) | Советские социалистические республики 2 (1957—1966) | Советские социалистические республики 2 (1957—1966) | Советские социалистические республики 2 (1957—1966) | Советские социалистические республики 2 (1957—1966) | Советские социалистические республики 2 (1957—1966) | Советские социалистические республики 2 (1957—1966) | Советские социалистические республики 2 (1957—1966) | Советские социалистические республики 2 (1957—1966) | Советские социалистические республики 2 (1957—1966) | Советские социалистические республики 2 (1957—1966) |
| №                                                   | Дата                                                | ЦФА13                                               | SC13                                                | Scott11                                             | Michel                                              | SG10                                                | Yvert10                                             | Ном.                                                | Кр.опис-е                                           | Изобр-е                                             |
| --------------------------------------------------- | --------------------------------------------------- | --------------------------------------------------- | --------------------------------------------------- | --------------------------------------------------- | --------------------------------------------------- | --------------------------------------------------- | --------------------------------------------------- | --------------------------------------------------- | --------------------------------------------------- | --------------------------------------------------- |
| 1                                                   | 1957-12-24Mi                                        | 12101                                               | 12007                                               | 12022                                               | 2032                                                | 12155                                               | 12003                                               | 40к                                                 | 40-летие Украинской ССР                             |                                                     |
| 2                                                   | 1958-12-20Mi                                        | 22265                                               | 22175                                               | 22161                                               | 2182                                                | 22292                                               | 22117                                               | 40к                                                 | 40-летие Белорусской ССР                            |                                                     |
| 3                                                   | 1960-4-20Mi                                         | 32417                                               | 32332                                               | 32318                                               | 2338                                                | 32433                                               | 32275                                               | 40к                                                 | 40-летие Азербайджанской ССР                        |                                                     |
| 4                                                   | 1960-7-16Mi                                         | 42447                                               | 42362                                               | 42354                                               | 2365                                                | 42463                                               | 42307                                               | 40к                                                 | 20-летие Литовской ССР                              |                                                     |
| 5                                                   | 1960-7-16Mi                                         | 42448                                               | 42363                                               | 42353                                               | 2366                                                | 42464                                               | 42308                                               | 40к                                                 | 20-летие Латвийской ССР                             |                                                     |
| 6                                                   | 1960-7-16Mi                                         | 42449                                               | 42364                                               | 42352                                               | 2367                                                | 42465                                               | 42309                                               | 40к                                                 | 20-летие Эстонской ССР                              |                                                     |
| 7                                                   | 1960-8-2Mi                                          | 52460                                               | 52375                                               | 52370                                               | 2368                                                | 52476                                               | 52320                                               | 40к                                                 | 20-летие Молдавской ССР                             |                                                     |
| 8                                                   | 1960-10-4Mi (10-3SC)                                | 62475                                               | 62390                                               | 62381                                               | 2393                                                | 62488                                               | 62332                                               | 40к                                                 | 40-летие Казахской ССР                              |                                                     |
| 9                                                   | 1960-11-14Mi                                        | 72492                                               | 72407                                               | 72394                                               | 2416                                                | 72505                                               | 72349                                               | 40к                                                 | 40-летие Армянской ССР                              |                                                     |
| 10                                                  | 1961-2-15Mi                                         | 82546                                               | 82456                                               | 82432                                               | 2457                                                | 82559                                               | 82390                                               | 4к                                                  | 40-летие Грузинской ССР                             |                                                     |
| 11                                                  | 1964-10-7Mi                                         | 93102                                               | 93017                                               | 92944                                               | 2963                                                | 93041                                               | 92868                                               | 4к                                                  | 40-летие Молдавской ССР                             |                                                     |
| 12                                                  | 1964-10-7Mi                                         | 103103                                              | 103016                                              | 102943                                              | 2964                                                | 93044                                               | 92869                                               | 4к                                                  | 40-летие Таджикской ССР                             |                                                     |
| 13                                                  | 1964-10-26Mi                                        | 113116                                              | 113029                                              | 92945                                               | 2977                                                | 93043                                               | 92871                                               | 4к                                                  | 40-летие Узбекской ССР                              |                                                     |
| 14                                                  | 1964-10-26Mi                                        | 123117                                              | 123030                                              | 92946                                               | 2976                                                | 93042                                               | 92870                                               | 4к                                                  | 40-летие Туркменской ССР                            |                                                     |
| 15                                                  | 1966-3-25Mi                                         | 133339                                              | 133250                                              | 113184                                              | 3198                                                | 103274                                              | 103083                                              | 4к                                                  | 40-летие Киргизской ССР                             |                                                     |